# Kreisch (Halver)
Kreisch ist eine Hofschaft in Halver im Märkischen Kreis im Regierungsbezirk Arnsberg in Nordrhein-Westfalen (Deutschland).

## Lage und Beschreibung
Kreisch liegt auf 410 Meter über Normalnull im nördlichen Halver. Nördlich des Ortes liegt mit 436,1 Meter über Normalnull eine Erhebung, dort befindet sich auch eine Nebensiedlung des Ortes und ein Sportplatz. Bei Kreisch entspringt ein Zufluss des Rehbrauckbachs.
Der Ort ist über eine Nebenstraße der Landesstraße L528 zu erreichen, die auch Becke und Lingensiepen anbindet. Weitere Nachbarorte sind Ober- und Niederbuschhausen, Ober- und Niedervahlefeld, Vahlefelderheide, Kamscheid, der Nordeler Schleifkotten bei Nordeln und der Buschhauser Hammer.

## Geschichte
Kreisch  wurde erstmals 1513 urkundlich erwähnt, die Entstehungszeit der Siedlung wird aber für den Zeitraum zwischen 693 und 750 während der sächsisch-fränkischen Grenzauseinandersetzungen vermutet. Somit gehört Kreisch zu den frühen Siedlungen in Halver.
1818 lebten fünf Einwohner in Kreisch. Laut der Ortschafts- und Entfernungs-Tabelle des Regierungs-Bezirks Arnsberg wurde der Ort als Hof kategorisiert und besaß 1838 eine Einwohnerzahl von 35, allesamt evangelischen Glaubens. Der Ort gehörte zu dieser Zeit der Kamscheider Bauerschaft innerhalb der Bürgermeisterei Halver an und besaß fünf Wohnhäuser, eine Fabrik bzw. Mühle und vier landwirtschaftliche Gebäude.
Das Gemeindelexikon für die Provinz Westfalen von 1887 gibt für Kreisch eine Zahl von 66 Einwohnern an, die in zehn Wohnhäusern lebten.
Spätestens seit dem Frühmittelalter (nach anderen Angaben seit vorgeschichtlicher Zeit) verlief westlich von Kreisch eine wichtige Altstraße von Wipperfürth nach Breckerfeld vorbei.